# مستر بین (شخصیت)
مستر بین یک شخصیت تخیلی از مجموعه تلویزیونی کمدی بریتانیایی مستر بین، پویانمایی اسپین‌آف آن و دو فیلم بلند لایو اکشن است. او توسط روآن اتکینسون و ریچارد کرتیس خلق شده است و اولین حضورش در تلویزیون در قسمت آزمایشی بود که نخستین بار در ۱ ژانویه ۱۹۹۰ پخش شد.

## نمای کلی
مستر بین در آپارتمان ۲، خیابان آربر ۱۲، هایبری، لندن، انگلستان زندگی می‌کند. نام کوچک و شغل او، در صورت وجود، هرگز ذکر نشده است؛ او خود را به سادگی «بین» معرفی می‌کند. در اولین اقتباس سینمایی، بین، «مستر» در قسمت «نام کوچک» گذرنامه‌اش ظاهر می‌شود و او به عنوان یک نگهبان امنیتی در نگارخانه ملی لندن مشغول به کار است. تاریخ تولد او به طور متناوب ۱۵ سپتامبر ۱۹۵۶ یا ۶ ژانویه ۱۹۵۵ (که تاریخ تولد واقعی روآن اتکینسون است) ذکر شده است.
در آغاز قسمت دوم به بعد، مستر بین از آسمان در یک پرتو نور فرود می‌آید، همراه با گروه همسرایانی که Ecce homo qui est faba («اینک مردی که یک لوبیا است») را می‌خوانند، که توسط گروه همسرایان کلیسای جامع ساوت‌وارک ضبط شده است. این سکانس‌های آغازین در ابتدا در قسمت‌های دوم و سوم سیاه و سفید بودند و توسط تهیه‌کنندگان برای نشان دادن وضعیت او به عنوان «مردی عادی که در کانون توجه قرار گرفته» در نظر گرفته شده بودند. با این حال، قسمت‌های بعدی نشان دادند که مستر بین از آسمان شب در خیابانی متروک در لندن در پس‌زمینه کلیسای جامع سنت پل فرود می‌آید. در پایان قسمت‌های سه و شش نیز نشان داده می‌شود که او دوباره به سمت آسمان در صحنه‌های پس‌زمینه مربوطه (صحنه سیاه در قسمت ۳ و صحنه خیابان در قسمت ۶) کشیده می‌شود. اتکینسون اذعان کرده است که مستر بین «جنبه‌ای بیگانه دارد». در مجموعه پویانمایی (قسمت «دردسر مضاعف») او به داخل یک سفینه فضایی با «بیگانگانی» برده می‌شود که دقیقاً شبیه او هستند و حتی اسباب‌بازی‌های پشمی خود را دارند. در یک ادای احترام آشکار، بیگانگان او را با پرتو نور و موسیقی مشابه با تیتراژ آغازین مجموعه اصلی لایو اکشن مستر بین به خانه بازمی‌گردانند.

## پوشش
مستر بین معمولاً با یک کت توئید قهوه‌ای، پیراهن سفید، کراوات قرمز نازک، شلوار قهوه‌ای، کفش‌های مشکی و یک ساعت ماشین حساب دیجیتال مشکی دیده می‌شود. او گاهی اوقات لباس خود را متناسب با صحنه‌ای که در آن قرار دارد تغییر می‌دهد.
در قسمت «بازگشت مستر بین»، وقتی بین برای جشن تولدش به یک رستوران شیک می‌رود، یک کت و شلوار خاکستری با کراوات قرمز تیره می‌پوشد. در همان قسمت، او یک تاکسیدو به تن دارد. در قسمت «نفرین مستر بین»، وقتی بین برای درست کردن ساندویچ ناهارش به پارک می‌رود، یک پالتو بلند سبز تیره با پیراهن سبز روشن و کراوات سبز تیره می‌پوشد. در همان قسمت، وقتی بین برای تماشای یک فیلم ترسناک با دوست‌دخترش می‌رود، لباس‌های همیشگی خود را به تن دارد اما به جای کت توئید قهوه‌ای همیشگی‌اش، یک پلیور قهوه‌ای رنگ روشن پوشیده است.

## شخصیت

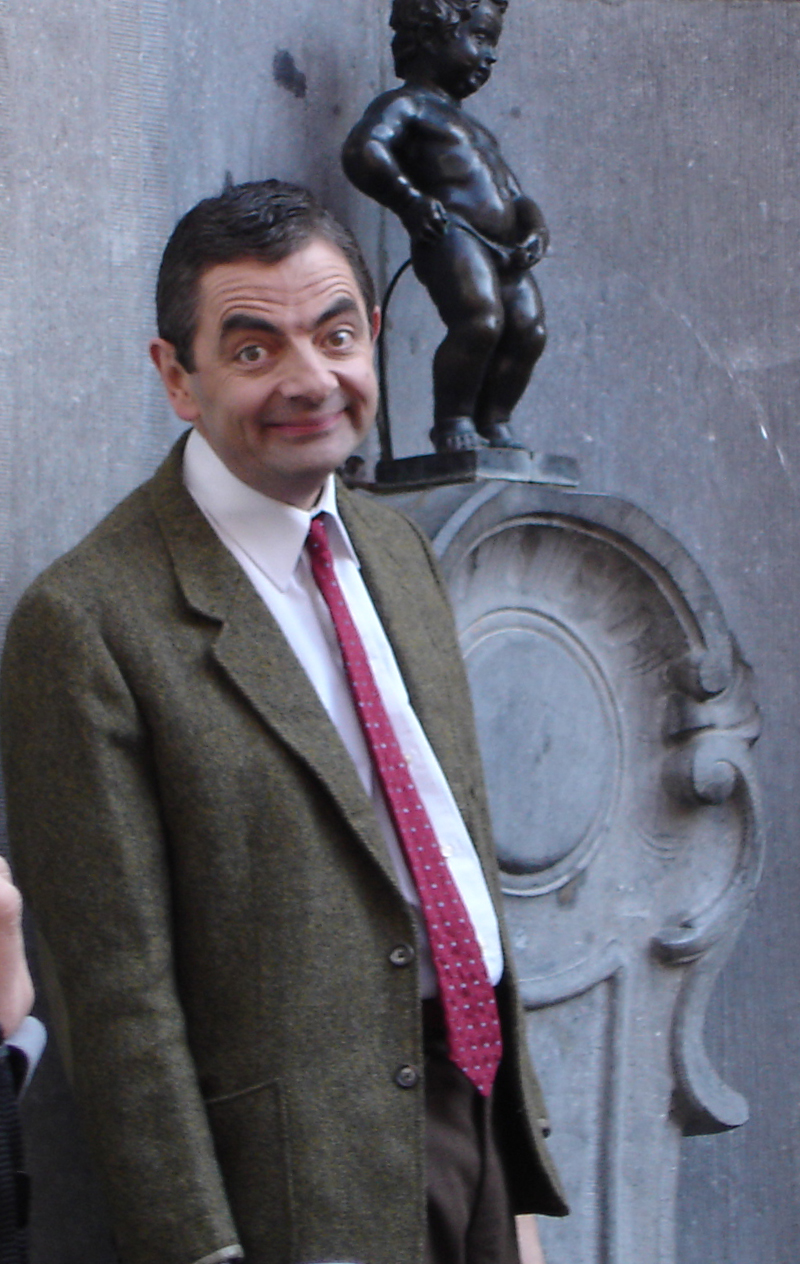
روآن اتکینسون در نقش مستر بین در سال ۲۰۰۷ در کنار مانکن پیس در بروکسل

مستر بین نابالغ، خودشیفته، به شدت رقابتی است و برای انجام کارهای روزمره از طرح‌ها و تدابیر عجیب و غریب استفاده می‌کند. او به ندرت صحبت می‌کند و وقتی هم حرف می‌زند، معمولاً فقط چند کلمه نامفهوم با صدایی کمدی و بم است. مستر بین اغلب از جنبه‌های اساسی عملکرد دنیا بی‌خبر به نظر می‌رسد و برنامه معمولاً تلاش‌های او را در انجام کارهایی که عموماً ساده تلقی می‌شوند، مانند شنا کردن، استفاده از تلویزیون، طراحی داخلی یا رفتن به کلیسا، به تصویر می‌کشد. طنز داستان عمدتاً از راه‌حل‌های بدیع (و اغلب پوچ) او برای مشکلات – که معمولاً خودش مسبب آن‌هاست – و بی‌اعتنایی کاملش به دیگران هنگام حل آن‌ها، کوته‌فکری و بدخواهی گاه‌به‌گاهش ناشی می‌شود. اتکینسون خود در مصاحبه‌های مختلفی درباره این شخصیت اظهار نظر کرده است.
مستر بین قلباً یک کودک است. او کودکی است که در بدن یک مرد به دام افتاده، بنابراین تمام شوخی‌هایی که شامل مستر بین می‌شوند، نسبتاً از نوع مسخره و بچگانه هستند.
مستر بین شخصیتی بسیار ناخوشایند است. او یک آنارشیست مادرزاد است، او به شدت خودخواه و به شدت بچگانه است. او از نظر ذهنی واقعاً یازده ساله است. او هرگز پیشرفت نکرده و هرگز هم نخواهد کرد.

## پدید آمدن
شخصیت مستر بین در حالی که روآن اتکینسون برای مدرک کارشناسی ارشد خود در رشته مهندسی برق در کالج کوئین، آکسفورد تحصیل می‌کرد، توسعه یافت. یک طرح کمدی با حضور بین در اوایل دهه ۱۹۸۰ در جشنواره ادینبرو فرینج اجرا شد. رابرت باکس، شخصیتی مشابه که او نیز توسط اتکینسون بازی شده است، در کمدی موقعیت یک‌باره آی‌تی‌وی به نام خنده کنسرو شده در سال ۱۹۷۹ ظاهر می‌شود که همچنین شامل بخش‌هایی است که در فیلم بلند سال ۱۹۹۷ نیز استفاده شد.
یکی از اولین حضورهای بین در جشنواره کمدی «فقط برای خنده» در مونترال، کبک، کانادا، در سال ۱۹۸۷ بود. هنگامی که هماهنگ‌کنندگان برنامه او را در برنامه جشنواره قرار می‌دادند، اتکینسون اصرار داشت که او در بخش فرانسوی‌زبان به جای برنامه انگلیسی‌زبان اجرا کند. از آنجایی که در اجرای او هیچ دیالوگ فرانسوی وجود نداشت، هماهنگ‌کنندگان برنامه نمی‌توانستند بفهمند چرا اتکینسون می‌خواهد در بخش فرانسوی اجرا کند. همانطور که مشخص شد، اجرای اتکینسون در جشنواره یک بستر آزمایشی برای شخصیت او بود و او می‌خواست ببیند کمدی فیزیکی شخصیتش در یک صحنه بین‌المللی با مخاطبان غیرانگلیسی‌زبان چگونه عمل خواهد کرد.
نام این شخصیت تا پس از تولید اولین قسمت تصمیم‌گیری نشد؛ تعدادی نام دیگر با الهام از سبزیجات مانند «آقای گل کلم» نیز بررسی شده بودند.

### تأثیرگذاران
اتکینسون از شخصیت کمدی موسیو هولو، ساخته کمدین و کارگردان فرانسوی ژاک تاتی، به عنوان تأثیرگذار بر شخصیت بین نام برد. اتکینسون همچنین به تأثیر پیتر سلرز اشاره کرد که قبلاً شخصیت‌های مشابه «احمق دست‌وپا چلفتی» را بازی کرده بود، به ویژه هروندی باکشی در پارتی (۱۹۶۸) و بازرس کلوزو در فیلم‌های پلنگ صورتی. از نظر سبکی، مستر بین شبیه به فیلم‌های صامت اولیه است و کاملاً به کمدی جسمانی متکی است و مستر بین بسیار کم دیالوگ می‌گوید (اگرچه مانند دیگر کمدی‌های موقعیت لایو اکشن در این دوره، شامل صدای خنده تماشاگران بود). این ویژگی باعث شده که این مجموعه بدون تغییرات قابل توجه در دیالوگ، در سراسر جهان به فروش برسد. در نوامبر ۲۰۱۲، اتکینسون به دیلی تلگراف از قصد خود برای بازنشسته کردن این شخصیت گفت و اظهار داشت: «کسی در دهه پنجاه زندگی‌اش که بچگانه رفتار می‌کند، کمی غم‌انگیز می‌شود.» با این حال، در سال ۲۰۱۶، اتکینسون نظر خود را تغییر داد و گفت که هرگز از بازی در نقش مستر بین بازنشسته نخواهد شد.

## حضورها
مستر بین شخصیت اصلی هم مجموعه تلویزیونی همنام خودش و هم مجموعه پویانمایی اسپین‌آف آن است، و همچنین در فیلم‌های سینمایی بر اساس این مجموعه، بین (۱۹۹۷) و تعطیلات مستر بین (۲۰۰۷)، حضور داشته است. بین همچنین در مراسم افتتاحیه المپیک ۲۰۱۲ لندن و در فیلم چینی کمدین برتر خنده‌دار: فیلم (۲۰۱۷) به عنوان مهمان ظاهر شد. اتکینسون در چندین طرح کمدی برای کمیک ریلیف و همچنین در تبلیغات تلویزیونی طی سالیان متمادی مانند رما ۱۰۰۰، ام‌اندامز، فوجی‌فیلم، نیسان تینا، اسنیکرز و اخیراً برای اتصالات در سال ۲۰۱۹، نقش بین را ایفا کرده است.